# Кашино (Вичугский район)
Кашино — деревня в Вичугском районе Ивановской области России. Входит в состав Сошниковского сельского поселения.

## География
Находится в северо-восточной части Ивановской области на расстоянии приблизительно 13 километров на юго-восток по прямой от районного центра города Вичуга.

## История
В 1872 году здесь (тогда деревни Кашино большое и Кашино малое Юрьевецкого уезда Костромской губернии) было учтено 21 двор и 3 двора соответственно, в 1907 году (уже один населенный пункт Кашино) —14.

## Население
Постоянное население составляло 124 и 12 человек для Кашино большое и Кашино малое соответственно (1872 год), 83 (1897), 84 (1907), 59 в 2002 году (русские 100 %), 30 в 2010.